# ريكاردو مايا دي كامبوس
ريكاردو مايا دي كامبوس (بالبرتغالية: Ricardo Campos‏) (14 يوليو 1985 بكالداس دا رينها في البرتغال - ) هو لاعب كرة قدم موزمبيقي في مركز حراسة المرمى. شارك مع منتخب موزمبيق لكرة القدم. أما مع النوادي، فقد لعب مع نادي أولهانينسي ونادي أونياو دا ماديرا ونادي بوافيشتا وS.C.U. Torreense ‏ وCaldas S.C. ‏ وO Elvas C.A.D. ‏ وS.L. Benfica B ‏.

## وصلات خارجية
- ريكاردو مايا دي كامبوس على موقع الاتحاد الدولي (مؤرشف)  (الإنجليزية)
- ريكاردو مايا دي كامبوس على موقع قاعدة بيانات كرة القدم.إي يو (الإنجليزية)
- ريكاردو مايا دي كامبوس على موقع ناشيونال فوتبول تيمز (الإنجليزية)
- ريكاردو مايا دي كامبوس على موقع Soccerway.com (الإنجليزية)
- ريكاردو مايا دي كامبوس على موقع AS.com (الإسبانية)